# 真喜屋実男
真喜屋 実男（まきや さねお、1924年4月1日 - 1980年3月9日）は、日本の経営者、弁護士。沖縄電力社長を務めた。沖縄県出身。

## 経歴・人物
1951年に東京大学法学法律学科を卒業。1953年6月に琉球巡回裁判所判事に就任し、1954年1月に琉球検察庁検事、1955年1月に琉球政府法務局長、1959年1月に琉球上訴裁判所判事、1970年6月に琉球銀行取締役を経て、1972年10月に琉球生命保険社長に就任。1977年6月には沖縄電力社長に就任。
1980年3月9日脳内出血のために在任中に死去。55歳没。